# Lambarkiyine
Lambarkiyine (franska: Lambarkiyine (CR), Lambarkiyine (Commune Rurale), arabiska: قصبة بن مشيش) är en kommun i Marocko.   Den ligger i provinsen Berrechid och regionen Casablanca-Settat, 110 km sydväst om huvudstaden Rabat. Antalet invånare är 7 884.